# ソロヴェツキー修道院

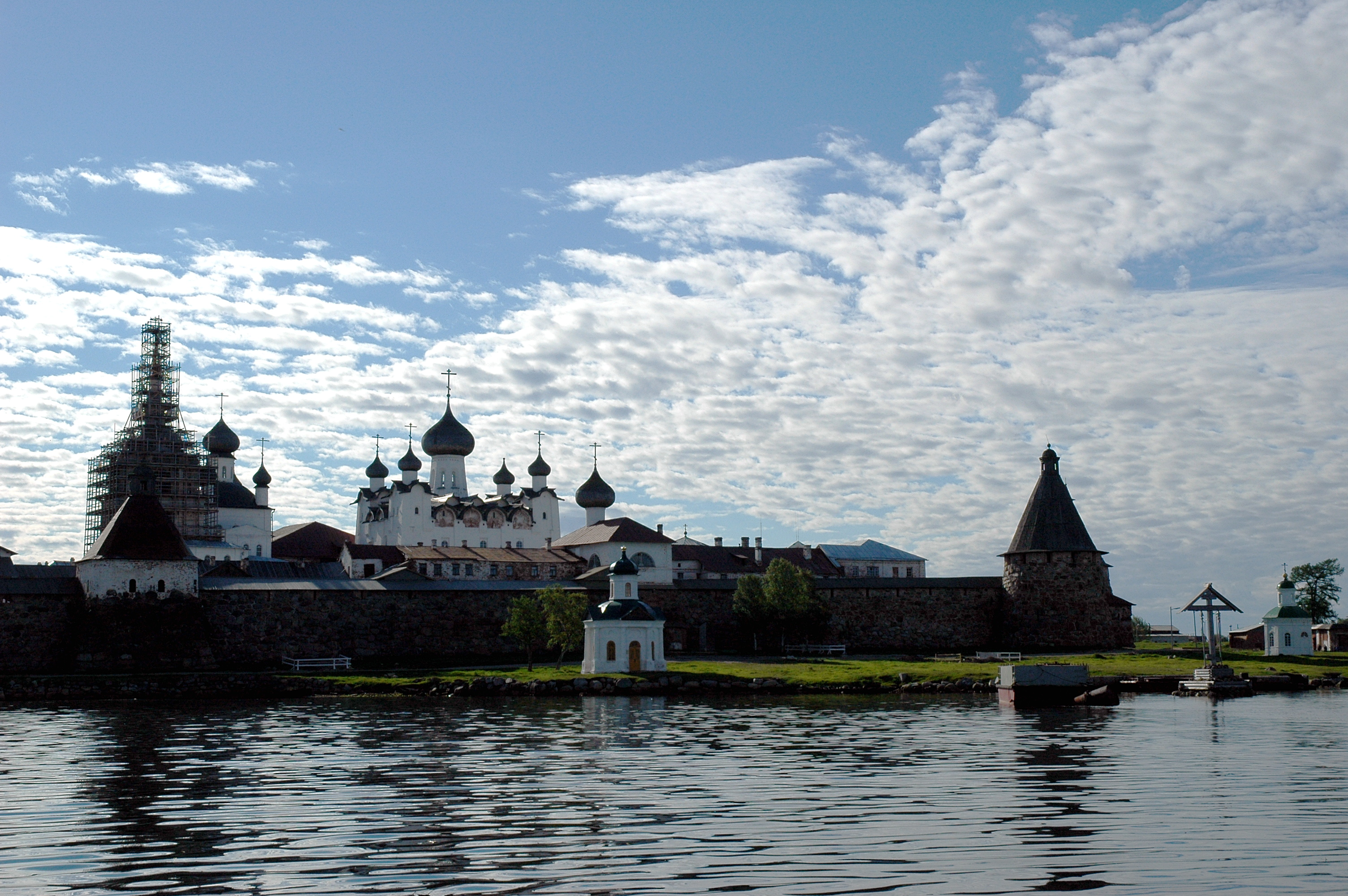
ソロヴェツキー修道院を白海から眺める

ソロヴェツキー修道院（ソロヴェツキーしゅうどういん、ロシア語:Соловецкий монастырь）は北ロシアにおけるキリスト教・正教会最大の城塞をそなえた修道院。ソビエト時代初期には強制収容所および刑務所として機能し、後のグラグの前身ともなった（ソロヴェツキー諸島#強制収容所参照）。ソロヴェツキー諸島に位置していることから、この修道院の運命は浮き沈みを繰り返し、数々の軍事的な攻撃にも晒されてきた。修道院の中で最も重要と目される建造物はモスクワ府主教フィリップ2世がこの修道院の典院であった16世紀ごろのものである。

## 歴史
ソロヴェツキー修道院は1429年後半にキリロ＝ベロゼルスキー修道院（Kirillo-Belozersky Monastery）の二人の修道士、ゲルマンとサワティ（Savvatiy）によって設立された。以後16世紀に至るまで、修道院はその領地を急速に広げ、それは白海沿いの海岸と白海に注ぐ川にまで及んだ。この中にはノヴゴロド人であったMarfa Boretskayaによって1450年に割譲されたケミとSummaも含まれる。修道院は生産活動および貿易も拡大していき、白海地域の経済および政治の拠点として成長した。修道院の掌院はツァーリおよび総主教によって直接指名された。1694年にはピョートル1世がソロヴェツキーを訪れている。
ソロヴェツキー修道院の収入源は製塩（1660年代には54カ所の製塩所を有していた）、海産物の販売、仕掛けを用いた狩猟、漁業、雲母の加工、鉄工業、真珠の加工などであり、これには多数の労働力を必要とすることとなった。
17世紀までにはすでにソロヴェツキー修道院は350の修道士、600から700の召使い、熟練工、小作農民を有していた。
ニーコン総主教（Patriarch Nikon）が始めた儀式改革により、ソロヴェツキー修道院へ1657年にモスクワから新たな内容の祈祷書が送付されてきた。しかし、修道院の長老会議はその使用を拒否し、古い儀式を堅持する古儀式派を支持した。その後もソロヴェツキー修道院では従来どおりの祈祷が行われていた。1666年-1667年にソロヴェツキー修道院の人々は古い儀式を守るために5通の嘆願書を皇帝に送った。1667年7月23日に当局は改革支持派のヨシフを掌院に任命したが、修道院は彼を追放し、ニカノールを掌院に選出した。このことは当局側からは公然たる反乱とみなされた。1668年に政府はソロヴェツキー修道院に軍隊を送ったものの、修道院側からは8年にわたる頑強な抵抗を受けた。この抵抗は当局などから「ソロヴェツキー修道院における反乱（Solovetsky Monastery Uprising）」と呼ばれた。1676年1月18日、内通者の手引きにより政府軍は修道院を占領した。反乱に参加した者はほぼ全員が殺害された。1765年にはソロヴェツキー修道院は総主教および教会会議直属の修道院となった。

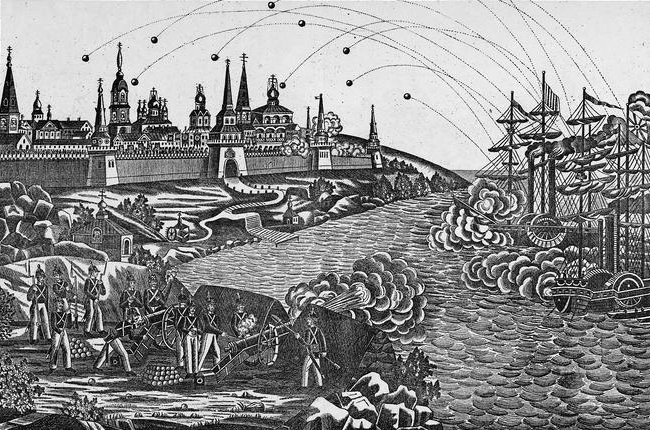
クリミア戦争時、艦隊から砲撃を受ける修道院

ソロヴェツキー修道院は「ソロフキのクレムリ」（城塞）と呼ばれている。Sumskoyとケミの砦柵を合わせれば、ソロヴェツキー修道院は何ダースもの大砲と強力な駐屯部隊を持った国境に面した要塞に相当した。16世紀・17世紀にはスウェーデンによる数回の攻撃（1571年、1582年、及び1611年）を退け、クリミア戦争に際してはやってきた3艇のイングランドの軍艦が7月6日から7日にかけ9時間に渡って修道院に砲撃を加えた挙げ句、得るところ無く退却に追い込まれている。上述のように、修道院は政府軍の攻撃にも8年間耐えた。16世紀から20世紀初頭にかけてはロシアの専制政治や正統教義に反対した者の流刑地および北ロシアにおけるキリスト教布教の拠点となっている。修道院は文書や古書の一大書庫も有している。
修道院内の庭園はエキゾチックな植物を有し、修道士達の誇るところとなっていた。その中にはチベットの高僧アグワン・ドルジェフから贈られたチベット野生種のバラも含まれる。
十月革命の後、ソビエト当局はソロヴェツキー修道院を閉鎖し、ソロヴェツキー諸島に強制収容所と刑務所を設けた。刑務所では主に木の伐採が行われ、木を切り尽くしてしまうと刑務所は閉鎖された。この収容所での労働や拷問の凄惨な実態は、アレクサンドル・ソルジェニーツィンの小説『収容所群島』に描かれている。
第二次世界大戦前には海軍士官学校が設置されている。

## 城の配置

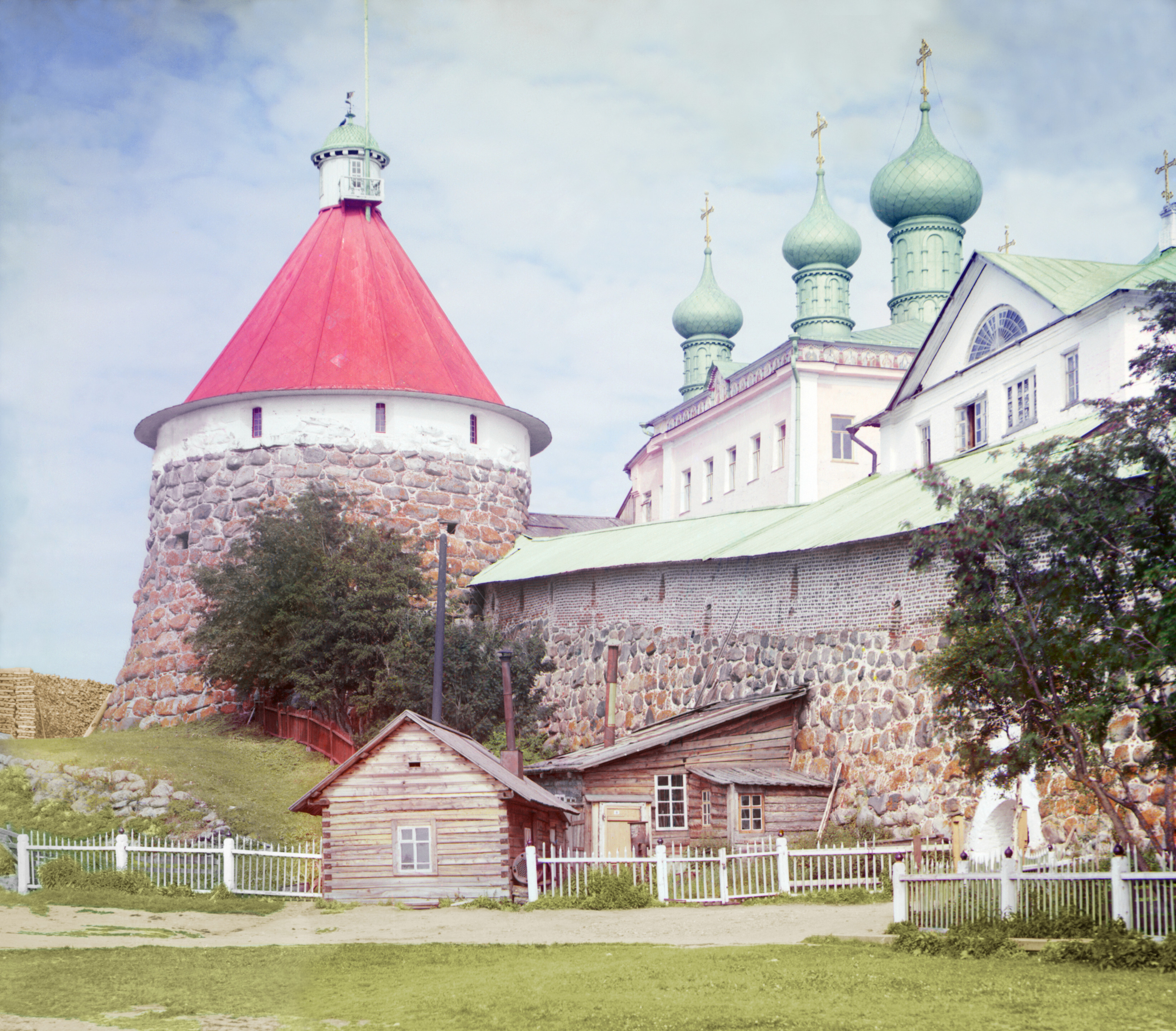
修道院を構成する塔の例。セルゲイ・プロクジン＝ゴルスキーが1915年に撮影したもの。

「ソロヴェツキー諸島の文化と歴史遺産群」はソロヴェツキー諸島のブラゴポルーチヤ湾（ロシア語:бухта Благополучия）沿いに位置している。ソロヴェツキー修道院の領地は、7つの門と8つの塔（1584年から1594年にかけて、Trifonと呼ばれる建築家によって建てられた）を伴った高さ8-11m、厚さ4-6mの巨大な壁によって囲まれ、それらは主に長さ5mの巨石から成っている。修道院内には宗教的な建物もあり（主要な物は屋根付きの湾曲した通路によってお互いに連絡している）、それらは複合的な住居や居住区によって囲まれている。生神女就寝大聖堂（ウスペンスキー大聖堂、1552年 - 1557年築）に付随する食堂（500m²）や、救世主顕栄大聖堂（プレオブラジェンスキー大聖堂、1556年 - 1564年築）、生神女福音大聖堂（ブラゴヴェシェンスキー大聖堂、1596年 –  1601年）、stone chambers（1615年）、水車小屋（17世紀初頭のもの）、鐘楼（1777年)、ニコライ聖堂（1834年）などがその例である。
今日では、ソロヴェツキー修道院は歴史および建築史の博物館としての役割を負っている。ロシア国内で最も早くユネスコの世界遺産に登録された建造物でもある。修道院では修道士たちが正教徒としての生活を復興しつつあり、現在約10名の修道士達が修道院で暮らしている。ソ連崩壊以来、修道院は修復・補強されており、現在もそれは続いている。2002年8月末には古儀式派の教会の代表者らの請願により、 17世紀の籠城戦において修道士が処刑されたバビヤ・ルダ（Бабья Луда）島に、彼らを追悼する6メートルに及ぶ十字架がイオシフ掌院の祝福と共に設置された。